# Wolodymyr Sajikman
Wolodymyr Sajikman (ukrainisch Володимир Заїкман; hebräisch ולדימיר זייקמן; * 29. Mai 1968 in Saporischschja, Ukrainische SSR, Sowjetunion) ist ein ukrainisch-israelischer Handballtrainer und ehemaliger Handballspieler.

## Karriere
Wolodymyr Sajikman spielte in seiner Geburtsstadt für SII Saporischschja. 1991 wechselte der Torwart nach Israel zu Hapoel Rischon LeZion, mit dem er von 1993 bis 2001 sowie 2003 die Meisterschaft gewann. Außerdem wurde er von 1992 bis 1999 sowie 2001 Pokalsieger. In der EHF Champions League erreichte der Verein bei mehreren Teilnahmen als bestes Ergebnis in der Saison 1999/2000 das Viertelfinale, in dem er den deutschen Meister THW Kiel im Heimspiel mit 26:24 bezwang, nach einem 22:26 in Kiel jedoch ausschied.
Mit der israelischen Nationalmannschaft nahm er gemeinsam mit den beiden ehemaligen sowjetischen Nationaltorhütern Leonid Doroschenko und Michail Lewin an der Europameisterschaft 2002 teil, bei der er zwei Einsätze hatte und mit Israel nach drei Niederlagen in der Vorrunde ausschied.
Als Trainer betreute Sajikman Hapoel Rischon LeZion. Nach dem verpassten Meisterschaftsfinale 2011 musste er seinen Platz räumen. Anschließend übernahm er Hapoel Rehovot.